# Sd.Kfz. 10
Az Sd.Kfz. 10 (Sonderkraftfahrzeug –különleges gépjármű) egy német féllánctalpas jármű volt, melyet széles körben alkalmaztak a második világháborúban. Fő feladata a kis méretű vontatott lövegek vontatása volt, mint a 2 cm FlaK 30 légvédelmi gépágyú, a 7,5 cm leIG gyalogsági ágyú vagy a 3,7 cm PaK 36 páncéltörő löveg. Nyolc katona szállítására és egy löveg vagy utánfutó vontatására volt képes.
A német féllánctalpasok alap tervezetét a Weimar-éra alatt fejlesztette ki a Reichswehr Katonai Autóipari Minisztériuma, de a végső tervezetet és a teszteléseket kereskedelmi cégeknek adták ki, miután rájöttek, hogy a gyártást több társaság között célszerű megosztani. A Demag a német féllánctalpasok közül a legkisebb fejlesztését választotta, melynek prototípus-szériáját 1934 és 1938 között fejlesztette ki.
A jármű alvázán alapult az Sd.Kfz. 250 könnyű lövészpáncélos. Hozzávetőleg 14 000 jármű készült 1938 és 1945 között, így ez a típus egyike lett a németek számos taktikai járműjének a háború alatt. A jármű részt vett a lengyelországi invázióban, a franciaországi csatában, a balkáni hadjáratban és harcolt mind a nyugati, mind a keleti fronton, Észak-Afrikában és Olaszországban is.

## Leírás

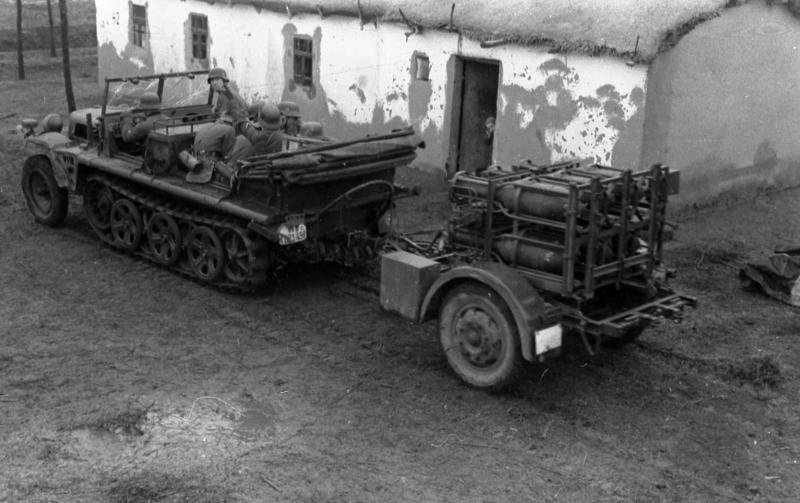
Egy Sd.Kfz 10/1 vegyi anyag felderítő jármű egy 28/32 cm Nebelwerfer 41 rakétavetőt vontat

Az Sd.Kfz. 10 egyedi volt a német féllánctalpas tervezetek között, mivel inkább teste volt, mintsem váza. A meghajtást egy Maybach hathengeres, vízhűtéses, 3,791 literes NL 38 TRKM 90 lóerős dízelmotor biztosította. Félautomata Maybach Variorex SRG 102128H (Shaltreglergetriebe 102128H) hét sebességes váltója (hét előre, három hátra) volt. A vezető kiválasztotta a kívánt sebességfokozatot, majd a kuplung benyomásával elmozdította a váltót. A jármű 75 km/h sebességre volt képes, de a vezetőt figyelmeztették, hogy ne lépje át a 65 km/h-t. 1942-ben a Luftwaffe minimalizálta a nem-taktikai sebességet 30 km/h-ra, hogy megnövelje a lánctalpak gumibetéteinek (Gummipolster) élettartamát.
Mind a lánctalpak, mind a kerekek meghajtottak voltak, illetve mindkettőt használták kanyarodáskor. A kormányművet úgy alakították ki, hogy enyhe kanyarodáskor csak a kerekek fordultak, de ha a kormánykereket jobban eltekerték, akkor a megfelelő lánctalpat lefékezte a rendszer. A meghajtó lánckerék a hagyományos fogas kialakítás helyett görgős kialakítású volt. A hátsó felfüggesztés öt dupla futógörgőt tartalmazott, melyeket torziós rugókkal felfüggesztett lengőkarok tartottak. Egy láncvisszafordító-feszítőgörgőt rögzítettek a jármű végébe, ezzel szabályozták a lánctalp feszességét. Az elülső kerekeket egy merev első tengelyre építették, melyeknek keresztben elhelyezett laprugói és lengéscsillapítói voltak, az egyetlen olyan alkatrészek voltak, melyek tompították az ütődéseket.
A felső karosszériára építettek egy poggyászfülkét, amely elválasztotta a vezetőfülkét a személyzeti fülkétől. Az ülőpadok a jármű két oldalán helyezkedtek el, alattuk tárolórekeszeket alakítottak ki, a padokon hat ember számára volt hely. A szélvédőt előre lehetett hajtani, illetve el is lehetett távolítani. A járműre ponyvatetőt lehetett rögzíteni. Kifeszített állapotban a szélvédőhöz rögzítették. Négy oldalsó kiegészítő elemeket is fel lehetett szerelni, hogy a személyzet védve legyen az időjárási viszontagságoktól.

## Tervezet és fejlesztés
A háború első éveiben használt német féllánctalpasok előzetes terveit a Katonai Autóipari Minisztériumnak (Wa Prüf 6) dolgozó Ernst Kniepkamp készítette, mielőtt még 1933-ban a nácik átvették a hatalmat. A terveit ezután kereskedelmi cégek vették át fejlesztési és tesztelési célokra. A Demagot bízták meg a "Liliput" Kleinster geländegängiger Kettenschlepper (legkisebb féllánctalpas terepjáró vontató jármű) kifejlesztésére, az első prototípus 1934-ben készült el D ll 1 megjelöléssel. Hathengeres, 28 lóerős BMW Type 315 motorját a jármű hátuljába szerelték, és csak hat futógörgővel rendelkezett oldalanként. A D ll 2 következett 1935-ben, ugyanazzal a motorral, de kapott egy további futógörgőt. Súlya 2,56 tonna volt.
Az első két jármű csak gépjármű prototípus volt, a 3,4 tonnás D ll 3 egy 42 lóerős BMW Type 316 motort kapott, amit a jármű elejébe építettek, öt futógörgővel szerelték fel, hátsó fülkéje pedig hat személyes volt. A D 4 prototípus soha nem hagyta el a rajzasztalt. D 5 típus nem létezett. 1937-ben építettek nyolc kísérleti járművet D 6 megjelöléssel (Versuchs-Serie). Súlya 3,85 tonna, 83 lóerős Maybach NL 38 TRK motort és egy új sebességváltót kapott, de egyébként csak részleteiben különbözött a D ll 3-tól. Néhány D 6 és a D ll 3 típust a kémiai (Nebeltruppen) és a légvédelmi (Luftschutztruppen) egységeknél kívánni használt járművek prototípusaként használták. 1937-ben egy 60 darabból álló elő-gyártást (0-széria) rendeltek a Demagtól, az Adlertől és a Mechanische Werke Cottbus-tól, melyek mindössze részleteiben különböztek a kísérleti járművektől. 1938 novemberében szállították le a járműveket. 1937. március 17-én a jármű megjelölését leichter Zugkraftwagen 1 to (Sd.Kfz. 10) (könnyű 1 tonnás féllánctalpas vontató jármű) jelölésre változtatták.

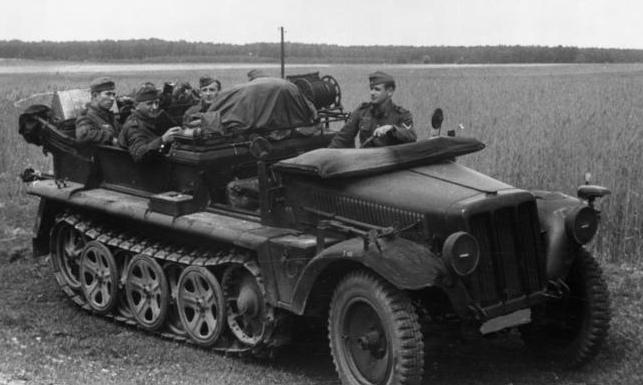
Egy Sd.Kfz. 10/1

A D 7 volt a sorozatgyártott típus, a D 6-tól a lánctalpa és az NL 38 TRKM motorja különbözött. Az NL 38 TRK kompressziója túl nagynak bizonyult a 74 oktánszámú benzinhez, melyet 1938. október 1-jétől alkalmaztak, így módosításokat kellett végrehajtani, mint új hengerfejek, rövidebb dugattyúk, de ezek a változtatások nem befolyásolták a motor teljesítményét. A szállítások 1938 októberében kezdődtek, az első sorozatgyártású gépeket 1938. október 11-én mutatták be a hadseregnek. A korai gépeknek két üzemanyagtartályuk volt, egy 58 literes és egy 31 literes, de ezeket lecserélték egy darab 110 literesre, még a sorozatgyártás elején. Az NL 38 TRKM motort 1939-ben lecserélték egy HL 42 TRKM motorra, amely nem sokban különbözött elődjétől, mindössze annyiban, hogy ez 4,192 literes volt, így a teljesítmény 100 lóerőre növekedett. 1940-ben a test hátulját megerősítették, hogy a jármű képes legyen nehezebb lövegek vontatására is, mint a 7,5 cm PaK 40 páncéltörő löveg, a 15 cm sIG 33 gyalogsági löveg és a 10,5 cm leFH 18 tarack. A későbbiekben egy levegő kompresszort is felszereltek a járműre. Ezek megjelölése az Ausf. B volt. 1943-ban a félautomata sebességváltót manuálisra cserélték. 1943-44 között az eredeti fém felső karosszériát fára cserélték, hogy takarékoskodjanak az acéllal.
A D 7p alvázat az Sd.Kfz. 250 könnyű lövészpáncélos a D 7 azon változatán alapult, amelynek rövidebb felfüggesztése volt, de valójában csak nagyon kevés alkatrészben egyeztek meg.
1944-ben Demag megbízást kapott egy új Sd.Kfz. 10 tervezésére tíz futógörgővel, erősebb elülső tengellyel, erősebb láncvisszafordító-feszítőgörgő hajtókarral, fejlesztett láncfeszítővel és megnövelt hasmagassággal. Három prototípust építettek; kettőt 1944 szeptemberében szállítottak, de a harmadik a gyárban maradt. A fejlesztést nem folytatták. Habár 1945. február 20-án egy új változatot javasoltak a Sürgősségi Fejlesztési Program (Entwicklungs-Notprogramm) keretein belül páncélozott motortérrel és vezetőfülkével, de a fejlesztéssel csak 1945 júniusában készültek volna el.

## Gyártás
Hét gyárban készültek az Sd.Kfz. 10 különféle változatai. A Demag nagyjából 1075 darabot gyártott 1938 és 1942 novembere között. Az Adlerwerke 3414 járművet készített 1938 és 1943 decembere között. A Büssing-NAG 750 darabot 1938 és 1942 decembere között. Az MWC 4750 darabot 1939 és 1944 novembere között. A Mühlenbau-Industrie A.G. (MIAG) 324 darabot 1939 és 1941 között. A Maschinenfabrik Niedersachsen Hannover (MNH) nagyjából 600 darabot 1939 és 1942 novembere között. Az Osterreicher Saurerwerke 3075 darabot 1940 és 1943 decembere között. Mind a Demag, mind az MWC gyártotta a D 7p alvázat az Sd.Kfz. 250 számára 1945-ben, mikor hiány lépett fel a páncélozott karosszériákból, így 276 darabot fából készült felső karosszériával kellett legyártani. Ebből 80 darabot szállítottak le 1945. március 1-jén. Ezek a számok talán magukba foglalnak 310 alvázat, melyet az Sd.Kfz. 252 páncélozott lőszerszállító járműhöz és az Sd.Kfz. 253 megfigyelőjárműhöz készítettek.

## Változatok

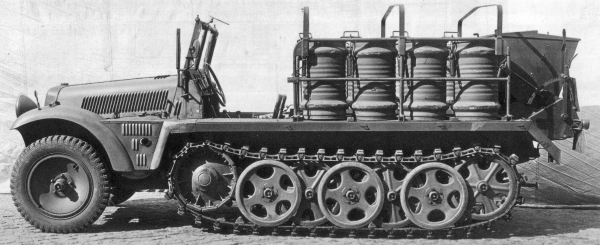
Egy Sd.Kfz. 10/2

### Sd.Kfz. 10/1
Sd.Kfz. 10/1 leichter Gassprür-Kraftwagen. Az Sd.Kfz. 10/1 egy vegyi mentesítő jármű volt. A második világháború kitörése előtt mindössze 90 darabot rendeltek 1940-42 közötti leszállításra, melyekkel a Nebeltruppent felszerelik, de 1940. május 3-án már úgy tervezték, hogy harminc járművet gyártanak havi gyakorisággal, amíg el nem érik a 400 darabot, azután már csak 10 darabot gyártanak havonta.

### Sd.Kfz. 10/2

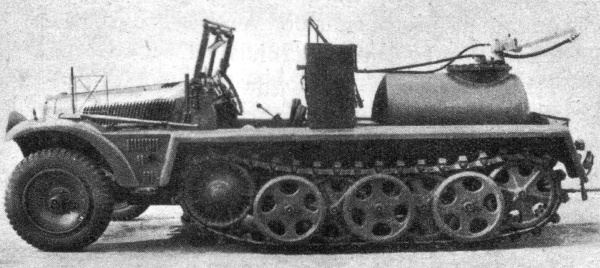
Egy Sd.Kfz. 10/3

Sd.Kfz. 10/2 leichter Entgiftungs-Kraftwagen. Az Sd.Kfz. 10/2 egy vegyi mentesítő jármű volt, amelyre egy 200 kg kapacitású szórófejet szereltek, illetve nyolc 50 kg-os hordónak elegendő hellyel, melyekbe mentesítő vegyszert tároltak. Emiatt már csak két főnyi személyzetnek maradt hely, akik egy ülőpadon kaptak helyet a hordók és a jármű hátsó részén lévő fal között. Minden hordó egy 160 méteres területet tudott lefedni. A hordókat platformokon tárolták a lánctalpak felett, összecsukható külső korlátokkal közrefogva. A 10/2 jelentős számú különbséggel tért el az alap modelltől, beleértve a két üzemanyagtartályt, összesen 86 liter üzemanyaggal, amelyből az egyik egy vezetékkel volt összekötve a kiegészítő kardántengellyel, ami a szórót hajtotta. Ez a közúti hatótávolságot 250 kilométerre zsugorította. A 10/2 4,83 méter hosszú, 1,9 méter széles, és 1,95-1,7 méter magas volt, attól függően, hogy a tető fent volt-e vagy sem. Súlya üresen 3890 kg, megtöltve 4900 kg. Szórás közben a maximális sebessége 10–20 km/h volt. 1938-39 között 60-70 járművet készítettek el.

### Sd.Kfz. 10/3
Sd.Kfz. 10/3 leichter Sprüh-Kraftwagen. Az Sd.Kfz. 10/3 egy 500 literes tartállyal és egy szóró rendszerrel volt felszerelve, hogy felszámolja a mérgesgáz-akadályokat. A fúvóka előre és hátra lendült, hogy egy 16 méter széles területet képes legyen lefedni. Hozzávetőleg 67 darab készült el 1938-39 között. 1942. április 15-én a katonai főparancsnokság (Oberkommando des Heeres –OKH) elrendelte 65 raktáron lévő jármű hadrendbe állítását, a szóró rendszer leszerelését és a járművek megfelelő módosítását, hogy képesek legyenek vele 216 darab páncéltörő lövedék szállítására. A járműveket a Nebeltruppen egységek feltöltésére szánták. A háború ezen szakaszában az egységek Nebelwerfer rakétavetőkkel és páncéltörő lövegekkel voltak felszerelve.

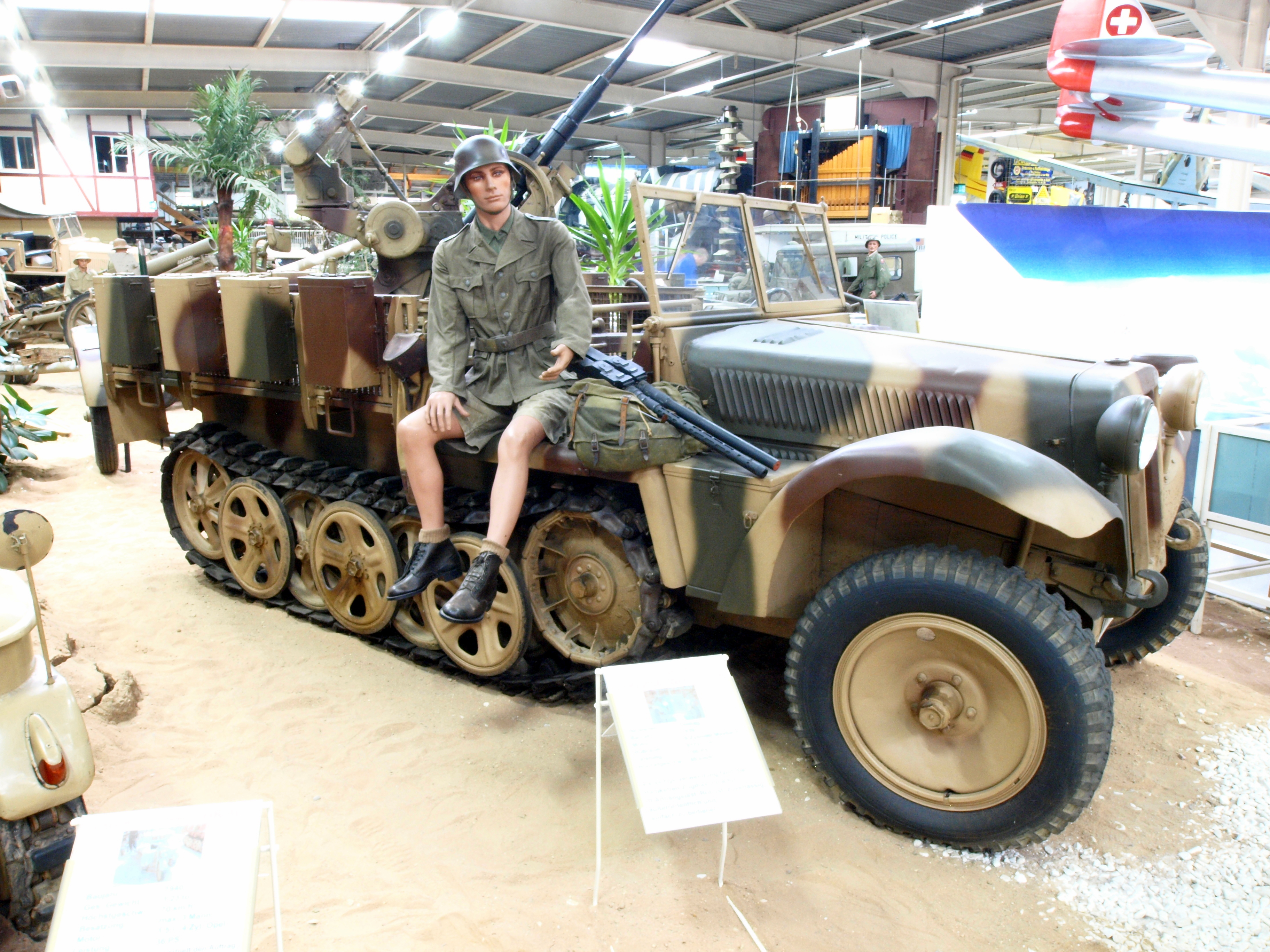
Sd.Kfz. 10/4 a sinsheimi Auto und Technik Museumban

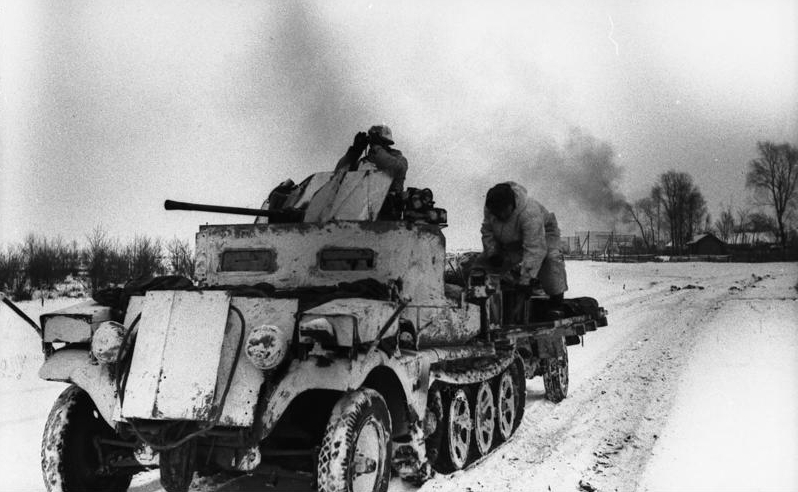
Egy Sd.Kfz. 10/4 vagy 10/5 a Behelfspanzerung-al

### Sd.Kfz. 10/4 és 10/5
Sd.Kfz. 10/4 leichte Selbstfahrlafette 2 cm Flugabwehrkanone 30 auf Fahrgestell Zugkraftwagen 1t. Az Sd.Kfz. 10/4 egy 2 cm FlaK 30 löveggel volt felszerelve, amelyet egy speciális platformra rögzítettek, lehajtható oldalsó és hátsó panelekkel. Ezt a platformot kifejezetten a FlaK 30-hoz tervezték, így nem lehetett ráhelyezni a FlaK 38 löveget, vagy fordítva. A löveg felszerelése miatt a járművet ki kellett szélesíteni és meg kellett magasítani, pontosan 2,02 méter szélesre és 2 méter magasra, a súlya üresen pedig 4,075 kg lett. Négy felhajtható ülést szereltek a platformra a kezelőszemélyzet számára. Néhány löveget lövegpajzzsal szereltek fel. A lőszeres rekeszeket az oldalsó és hátsó panelekre rögzítették (négy oldalanként és kettő hátul), melyekben egy 20 lőszeres tölténytár fért el. Általában lőszeres utánfutót is vontatott a jármű (Sd.Ah. 51 – Sonderanhänger – speciális egytengelyes utánfutó) további 640 lövedékkel, a löveg irányzékával és annak távolságmérőjével.
A járműveket 1940-ben építették, leszerelhető töltőrámpákkal, kábelcsörlőkkel, és egy megerősített hátsó ajtóval, hogy a FlaK 30-at gyorsan leszereljék. 1940-től az első sárvédők felett puskarekeszekkel szerelték fel őket, 1942-től fémlemez burkolatot kaptak, hogy megvédjék az időjárástól. A FlaK 38 lövegeket 1941-től szerelték fel 10/4 féllánctalpasokra, de a platformokat csak később szélesítették ki. A háború előrehaladtával a lövegeket gyakran lövegpajzzsal szerelték fel.
Sd.Kfz. 10/5 leichte Selbstfahrlafette 2 cm Flugabwehrkanone 38 auf Fahrgestell Zugkraftwagen 1 t. Az Sd.Kfz. 10/5 egy 2 cm FlaK 38 löveggel volt felszerelve, melyek foglalata szélesebb és könnyebb volt, mint a FlaK 30 lövegé, platformját pedig 1942-ben növelték meg, hogy megfeleljen a lövegnek. A jármű szélessége 2,156 méterre nőtt, de a magassága visszatért az eredeti modelléhez. Eredetileg azoknak a járműveknek, amelyeket szélesebb platformmal szereltek fel a FlaK 38 számára, nem volt külön jelölése, de kaptak egyet 1943 körül. A Luftwaffe 1943-ban 293 páncéllemez (Behelfspanzerung) készletet rendelt a járműveire. Ezek a lemezek a hűtőt, a szélvédőt és a vezetőfülke mindkét oldalát védték mindkét típusnál.
1939-ben indult a gyártás a hadsereg és a Luftwaffe számára, habár a pontos számok ismeretlenek, mivel a gyártási jelentések nem voltak altípusra lebontva. Mindenesetre az Adler 1054 darabot gyártott 1939 és 1943 februárja között, habár néhány ezek közül 10/5 modellként készült el 1942-re. Az MWC 975 darabot gyártott a 10/5 típusból, melyeket 1943-44 között szállított le, de ebből 13 darabot az eredeti Sd.Kfz. 10 féllánctalpasként szállított le 1944-ben.

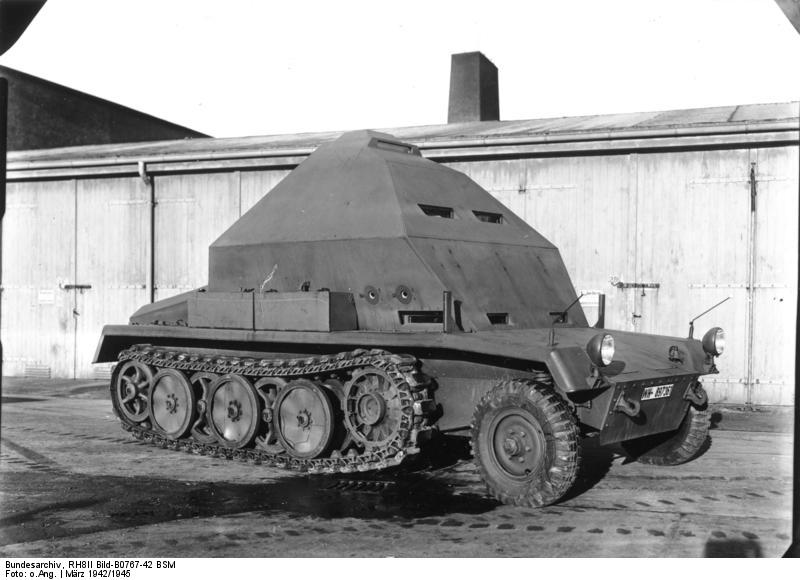
Egy Feuerleitpanzerfahrzeug

### Tábori módosítások
Néhány járművet 3,7 cm PaK 36 vagy 5 cm PaK 38 páncéltörő löveggel szereltek fel. Előfordult, hogy páncéllal burkolták le a motorteret és a kabint is. A PaK 36 löveget általában egyben szállították, de a PaK 38 löveget általában a kerekei nélkül egy tengely-állványon rögzítették. Legalább egyet módosítottak, mint a V–2 rakéta indítási pontja, megnevezése a Feuerleitpanzerfahrzeug volt.

## Alkalmazás
Eredetileg úgy tervezték, hogy az Sd.Kfz. 10 féllánctalpast különféle könnyű lövegek és utánfutók vontatására fogják használni, de 1939-ben jogosult volt helyettesíteni az Sd.Kfz. 250 lövészpáncélost. Az Ausf. B típust lehetett látni kiszélesítve, hogy vontatni lehessen vele olyan nehezebb fegyvereket, mint az 5 cm PaK 38, illetve annak lőszeres utánfutóját. Ezen felül szolgáltak a motorizált és harckocsizó egységeknél a karbantartó és támogató századoknál. 1942-ben kilencet Romániának adtak páncéltörő lövegek vontatására.
A Nebeltruppen számára minden mentesítő üteg (Entgiftungs-Batterie) rendelkezett hat Sd.Kfz. 10/1 és hat Sd.Kfz. 10/2 féllánctalpassal. 18 Sd.Kfz. 10/3 féllánctalpast zászlóalj szinten tartottak, hogy a zászlóaljak ezekkel helyettesítsék az Sd.Kfz. 10/2 féllánctalpasaikat, ha szükséges. Szükség esetén használhattak megfelelő típusú Sd.Kfz. 11 járműveket is. 1941 novemberében, mikor a mentesítő egységeket feltöltötték nehéz rakétavetőkkel, hét Sd.Kfz. 10/1 járművet használtak a 28/32 cm Nebelwerfer 41 rakétavetők vontatására, illetve még egyet használta a szakaszvezető egy páncéltörőlöveg vontatására. Hasonló mentesítő egységek gyakran megtartották az Sd.Kfz. 10/2 féllánctalpasaikat, és 10/1 típusnak használták őket eltávolítva speciális felszereléseiket.
A háború elején egy légvédelmi századot (Flugabwehr-Kompanie) három szakaszba szerveztek, összesen 18 Sd.Kfz. 10/4 féllánctalpasból, ebből 12 löveggel volt felszerelve, 6 pedig lőszert szállított. Mikor a négycsövű 2 cm Flakvierling 38 megjelent 1941-ben, minden szakasz kapott négy Sd.Kfz. 10/4 vontatót a FlaKok vontatására, hármat pedig a lőszer szállítására. Az Sd.Kfz. 10/5 vontatókkal a 10/4 vontatókat cserélték.

## Galéria

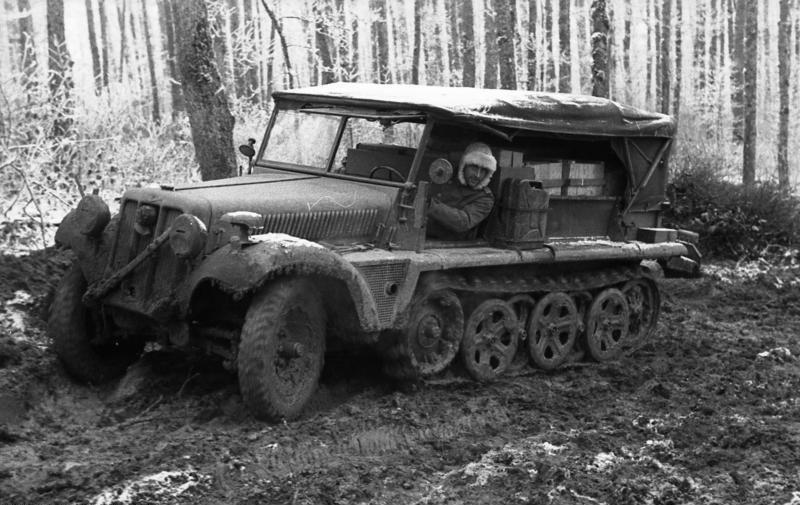
Sd.Kfz. 10
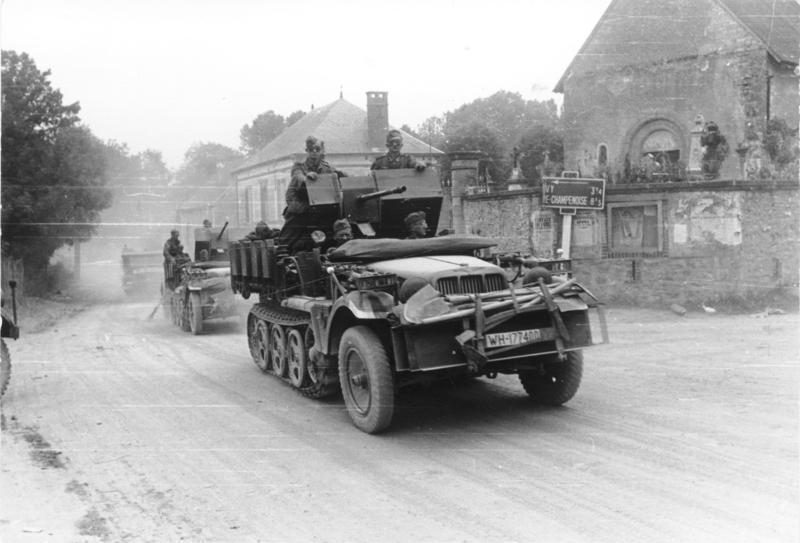
Sd.Kfz. 10/4-es 2 cm Flugzeugabwehrkanone 30 légvédelmi gépágyúval felszerelve Franciaországban 1940 májusában.
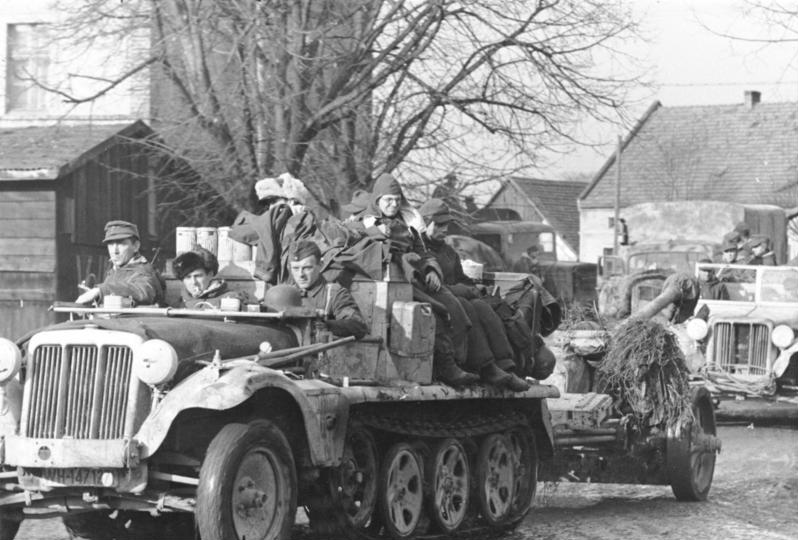
Sd.Kfz. 10 vontat egy 7,5 cm Pak 40-et (Breslau, 1945 eleje).
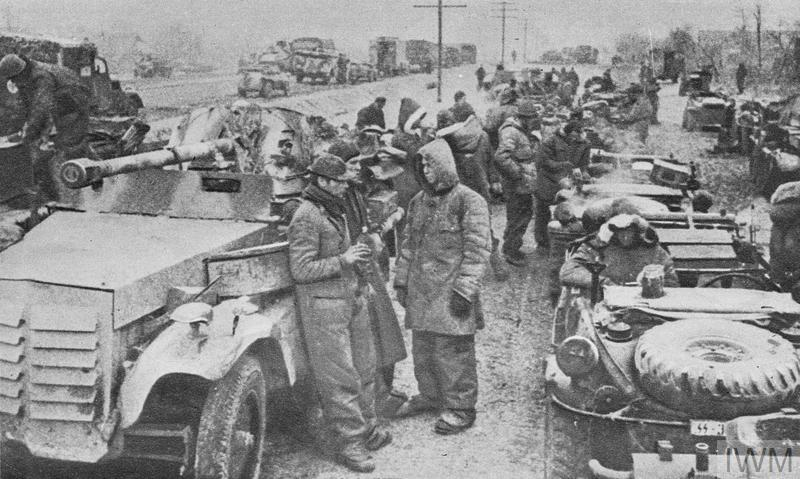
Sd. Kfz. 10 5 cm-es PaK 38 páncéltörő ágyúval felszerelve teherautókkal ésVolkswagen Schwimmwagen-kel a Szovjetunióban.
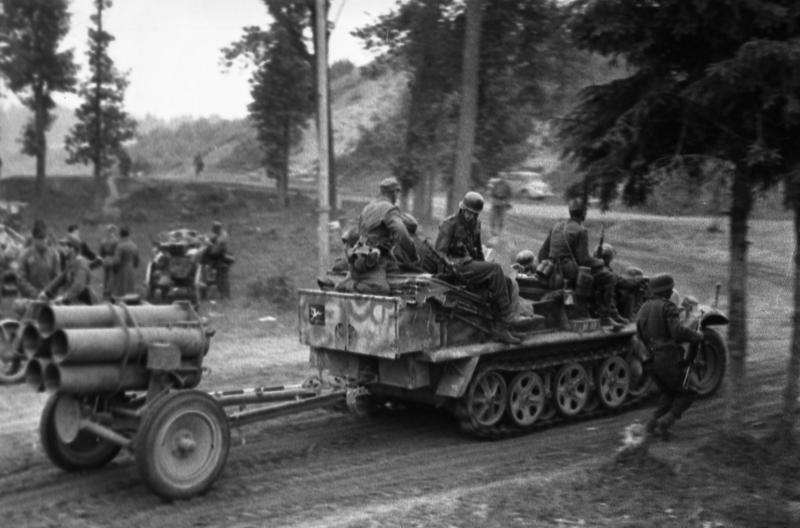
A 4. Német hadsereg 51 tüzérezredének Sd. Kfz. 10/1 vontatójárműve vontat egy 21 cm Nebelwerfer 42 rakéta-sorozatvetőt 1944 július elején.
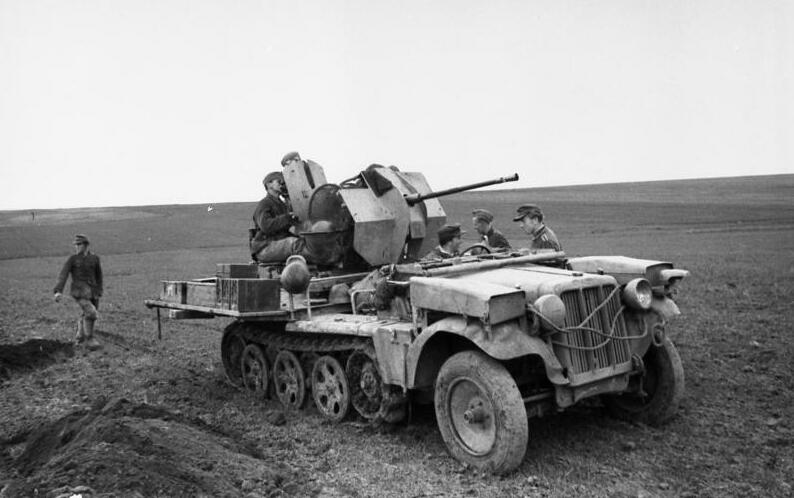
6. Német hadsereg Sd. Kfz. 10 vontatójárműve 2 cm-es flak 38-as légvédelmi gépágyúval felszerelve Dél-Szovjetunióban (Ukrajna) 1944. március 21.
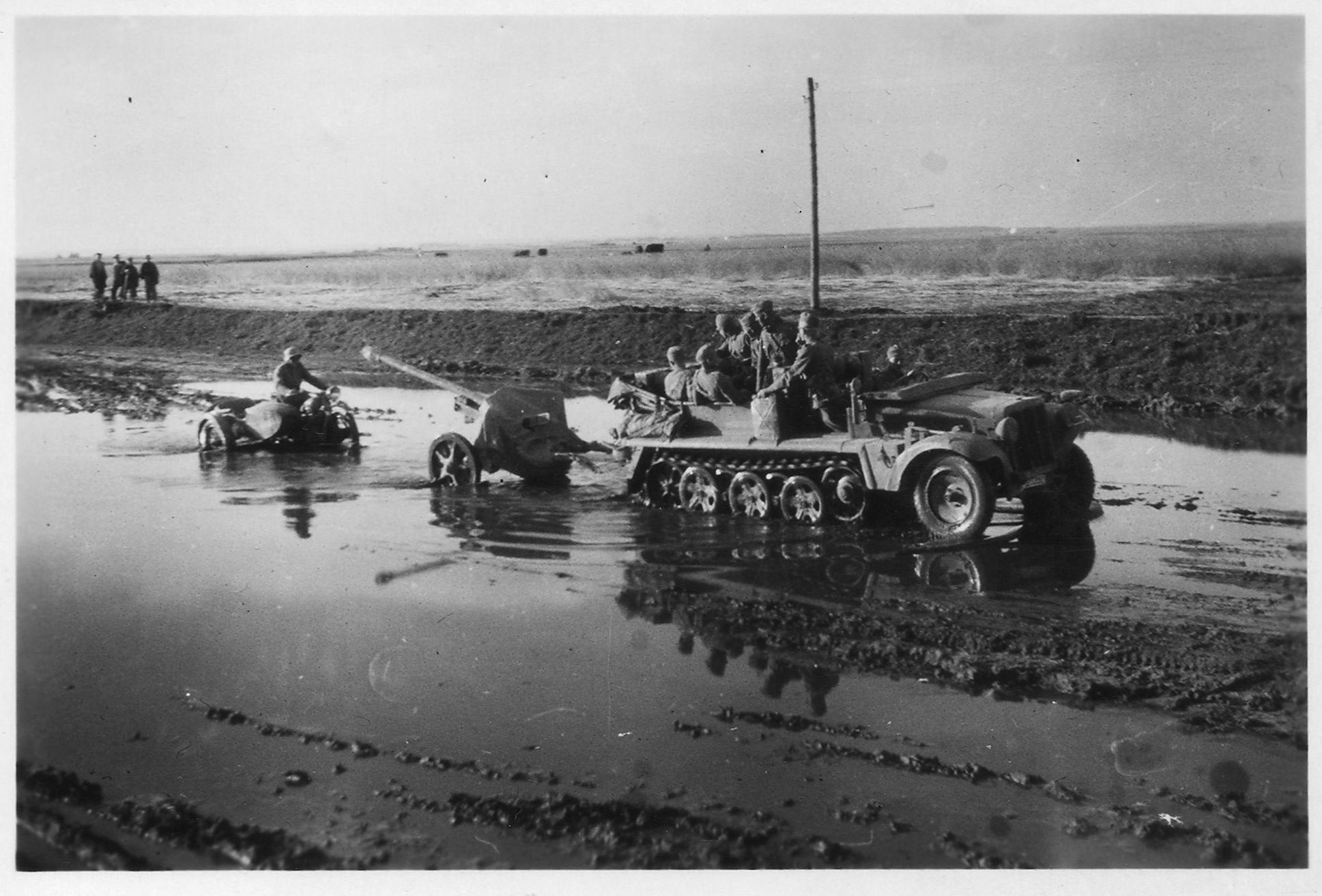
Sd.Kfz 10 féllánctalpas vontat a sárban egy 7,5 cm-es PaK 40 páncéltörő ágyút

## Lásd még
- Artilleritraktor m/43
- C2P
- Unic P107

## Fordítás
- Ez a szócikk részben vagy egészben  a   Sd.Kfz. 10 című angol Wikipédia-szócikk ezen változatának fordításán alapul.  Az eredeti cikk szerkesztőit annak laptörténete sorolja fel. Ez a jelzés csupán a megfogalmazás eredetét és a szerzői jogokat jelzi, nem szolgál a cikkben szereplő információk forrásmegjelöléseként.